# 6-й мікрорайон Хан-Чаїр
6-й мікрорайон Хан-Чаїр (крим. 6 mikrorayonı Han Çayır) — район в Бахчисараї.
Мікрорайон з'явився недавно і історичної назви в строгому сенсі не має. Однак за даними істориків, плато, на якому він розташований, називалося в старі часи Хан-Чаїр.

## Опис

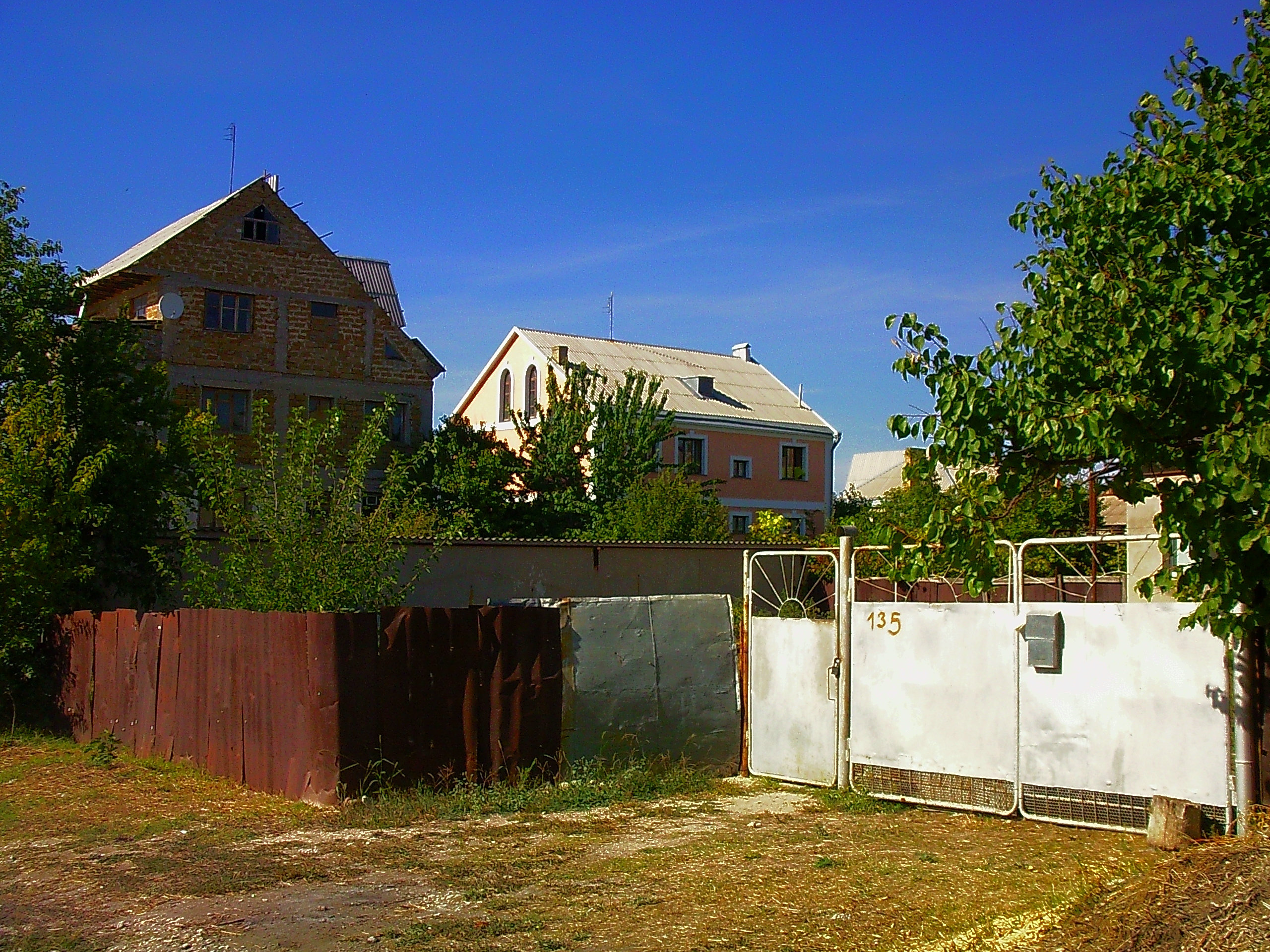
Будинки в мікрорайоні Хан-Чаїр, 2012 рік

6-й мікрорайон Хан-Чаїр розташований на плато на лівому березі р. Чурук-Су паралельно Старому місту. Один з найбільших мікрорайонів міста.
Основні вулиці: Куприна, Якутська, Теністий провулок.
В мікрорайоні є мечеть Махмуд-ефенді Джамі.

## Історія
У 1990 році кримські татари зайняли вільне поле, на місці якого за 30 років виріс великий і красивий масив.